# Maxime Médard
Pour les articles homonymes, voir Médard.

a Compétitions nationales et continentales officielles uniquement.

b Matchs officiels uniquement.
Dernière mise à jour le 19 juin 2022.
Maxime Médard, né le 16 novembre 1986 à Toulouse (Haute-Garonne), est un joueur de rugby à XV français qui évolue au poste d'ailier ou d'arrière au Stade toulousain ainsi qu'avec le XV de France.
En 2006, il devient champion du monde des moins de 21 ans, puis en 2008, il échoue avec le Stade toulousain en finale de la H Cup mais remporte un mois plus tard la finale du Top 14. En 2010, il remporte la H Cup avec le Stade toulousain. L'année suivante, il remporte le Top 14 lors de l'édition 2010-2011 en étant par ailleurs le meilleur marqueur d'essai de la saison. Il est de nouveau champion de France en 2012, 2019 et 2021 et champion d'Europe en 2021. 

## Biographie et vie privée
Il est le fils de Christine Swiatezak et Alain Médard, capitaine et troisième ligne aile du Blagnac sporting club rugby dans les années 1980 en même temps que son oncle, Francis, troisième ligne centre (sélectionné en équipe France B). Il prépare, au cours de la saison 2004-2005, un baccalauréat professionnel en électronique.

## Carrière

### En club
Formé à l'école de rugby de Blagnac, il rejoint Toulouse en cadet B alors qu'il n'a que quinze ans et devient avec le Stade toulousain champion de France cadet et junior. Il joue pour la première fois en équipe une contre Castres en octobre 2004, alors qu'il a à peine 18 ans, et marque un essai dès le premier ballon qu'il touche. Il devient d'ailleurs, à la fin de la saison, champion d'Europe avec son club pour la première fois. Il signe son premier contrat professionnel en 2005-2006 où il effectue une première partie de saison en demi-teinte à cause de petites blessures qui lui font modifier son hygiène de vie.

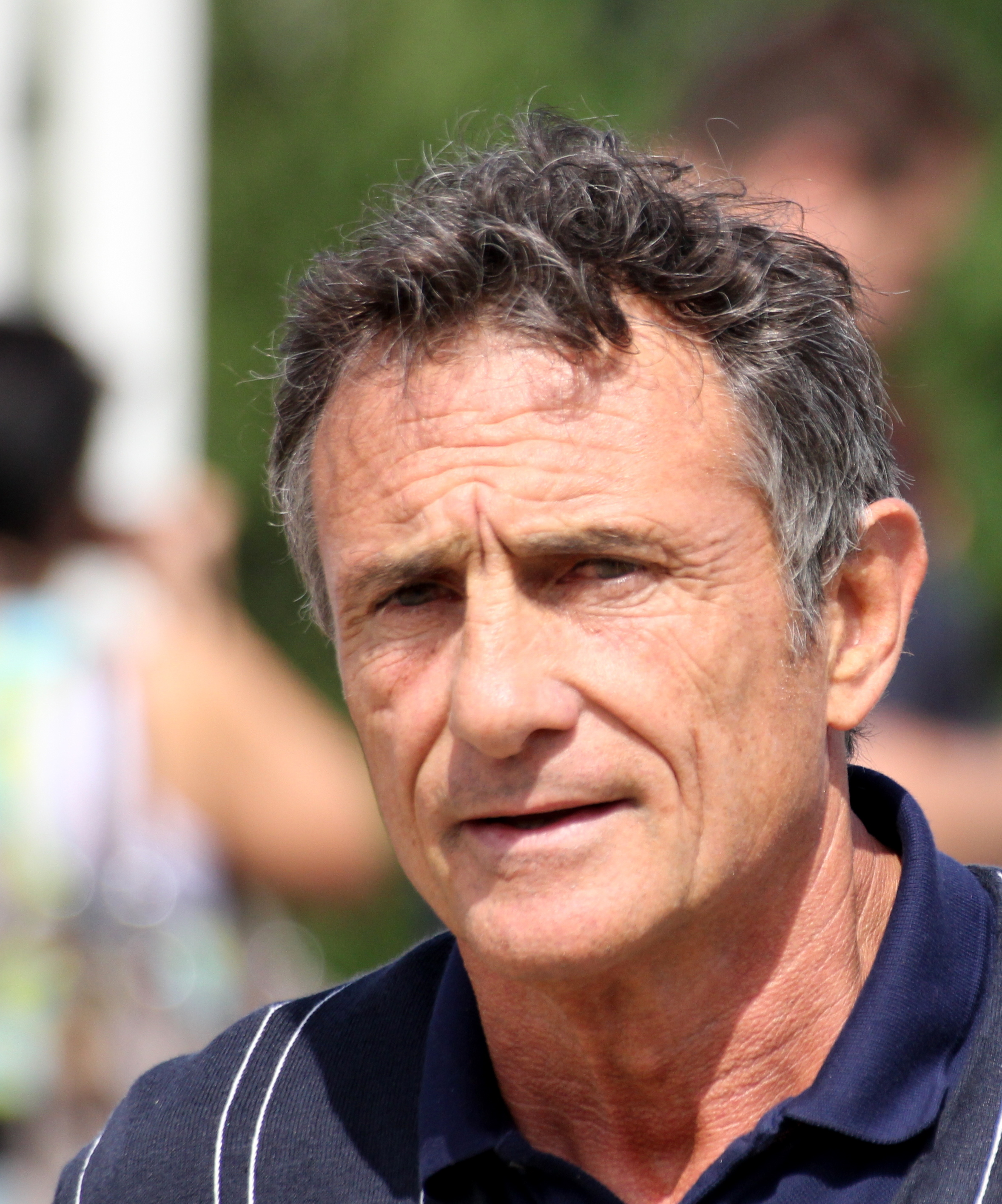
Guy Novès, manager de Maxime Médard au Stade toulousain jusqu'en 2015, puis avec le XV de France.

Il joue son premier match de Coupe d'Europe lors d'un quart de finale contre les Northampton Saints en 2005, en tant que remplaçant et entre à la place de Florian Fritz à la 71e minute de jeu (victoire 37-9).
Pendant que les internationaux jouent la Coupe du monde 2007, tels que Yannick Jauzion, Vincent Clerc, Cédric Heymans, Frédéric Michalak, Clément Poitrenaud ou encore Jean-Baptiste Élissalde, il pratique la boxe afin de calmer sa frustration et perdre du poids. Il est propulsé sur le devant de la scène à la suite des blessures de Clément Poitrenaud et Vincent Clerc durant la saison 2007-2008 du Top 14 et termine deuxième meilleur marqueur d'essais du championnat derrière Napolioni Nalaga. Il s'impose alors à l'arrière, Cédric Heymans retrouve le poste d'ailier. Il marque un essai lors de la demi-finale en devançant Julien Saubade et pendant la finale du Top 14 et permet ainsi à Toulouse de devenir champion de France.

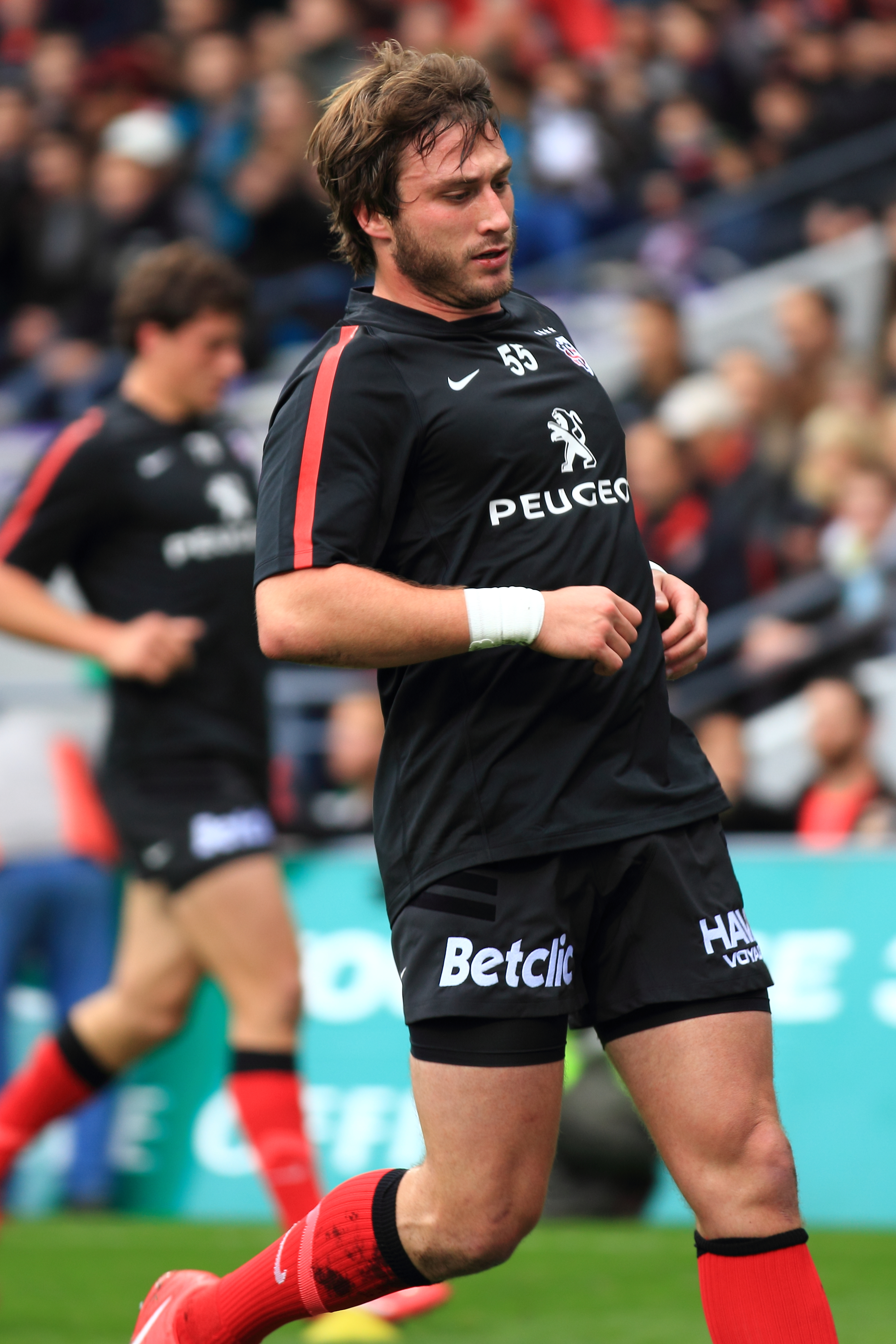
Maxime Médard à l'échauffement le 5 novembre 2011 au Stadium de Toulouse.

Le 9 janvier 2012, il prolonge son contrat avec le Stade toulousain pour trois années supplémentaires.
Il réalise une très bonne saison 2014-2015, où il inscrit le seul essai de la demi-finale face à l'ASM Clermont Auvergne ; il termine alors la saison en larmes à la suite de la défaite de son club et du départ de l'emblématique manager du Stade toulousain Guy Novès, qui devient le nouveau sélectionneur de l'équipe de France et qui lui avait permis de s'imposer au niveau international.

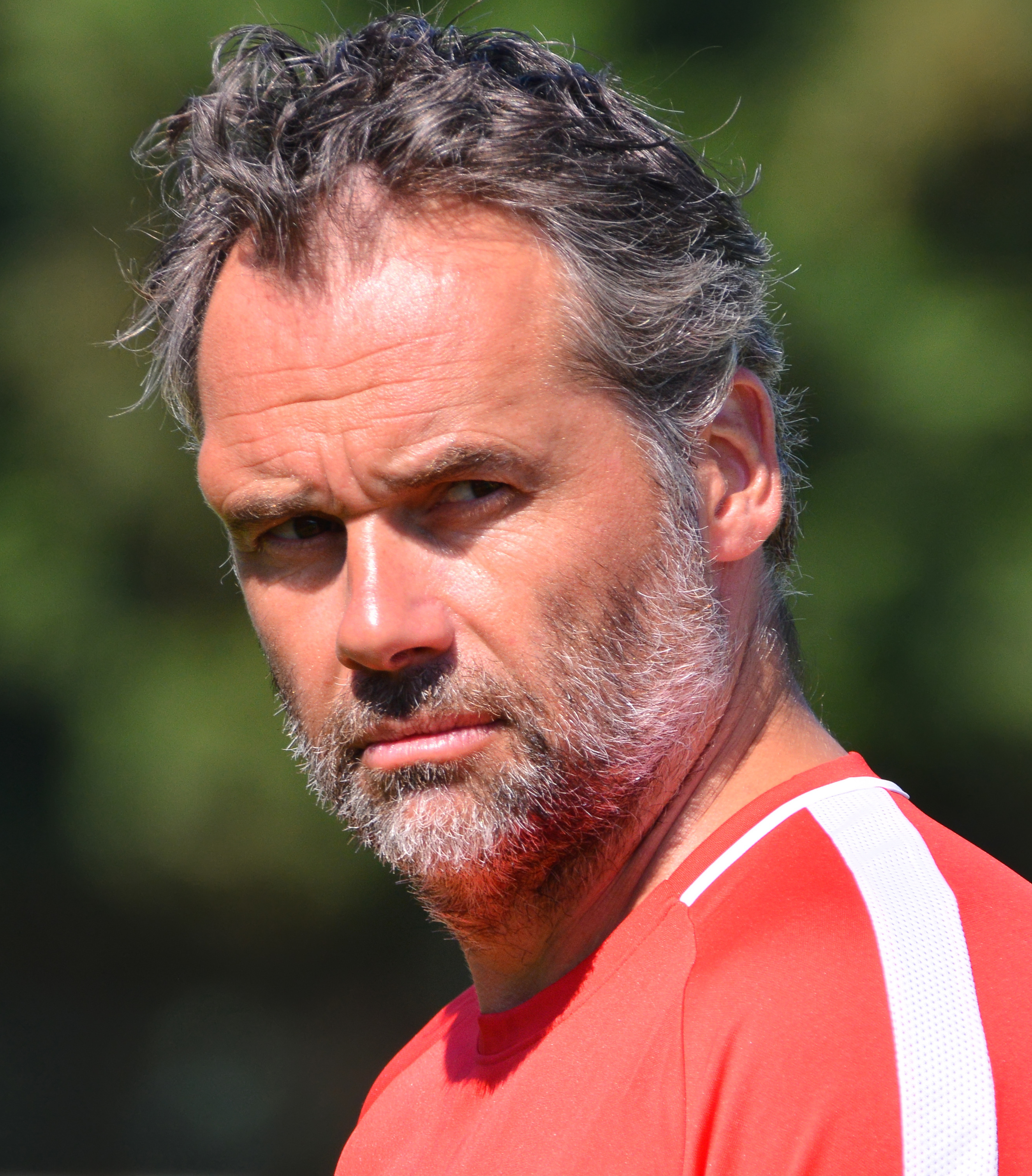
Ugo Mola, ici en 2018, est l'entraîneur de Maxime Médard de 2015 à 2022.

L'arrivée d'Ugo Mola à la tête du club de la ville rose confirme Maxime Médard comme le titulaire au poste d'arrière avec son club. Au 20 janvier 2020, il totalise 530 points dont 106 essais inscrits en 323 apparitions avec le Stade toulousain.
En avril 2017, il est sélectionné par Vern Cotter pour jouer avec les Barbarians qui affrontent l'Angleterre le 28 mai à Twickenham puis l'Ulster à Belfast le 1er juin. Il doit finalement déclarer forfait et n'est donc pas dans le groupe définitif.
Le 24 octobre 2018, il prolonge son contrat avec le Stade toulousain jusqu'à l'issue de la saison 2020-2021. Cette saison, la dix-septième sous le maillot rouge et noir, le confirme comme un joueur emblématique du Stade toulousain. Ugo Mola déclare d'ailleurs en mai 2021 : « C'est peut-être le meilleur joueur de rugby que j'aurai l’occasion d'entraîner. ».
Il annonce le 29 avril 2022 qu'il compte prendre sa retraite à l'issue de la saison.

### En équipe de France

#### Avec Marc Lièvremont (débuts en 2008 et finaliste de la Coupe du monde 2011)
Il est sélectionné pour la première fois en équipe de France par Marc Lièvremont lors de la tournée d'automne 2008, contre l'Argentine. Maxime Médard est titularisé au poste d'arrière et permet ainsi à son équipe de s'imposer sur le score de 12 à 6. Il inscrit son premier essai avec le XV de France la semaine suivante lors du match contre les Pacific Islanders ainsi qu'un drop lors du match contre l'Australie. Au cours de cette tournée, Maxime est titularisé à chaque match au poste de numéro 15.
Ses performances lui permettent de participer au Tournoi des Six Nations 2009, compétition durant laquelle il participe à tous les matches. Le Tournoi commence pour le XV de France à Dublin, au stade de Croke Park, habituellement utilisé pour les sports gaéliques. La France s'incline sur le score de 30 à 21 et Maxime Médard inscrit à cette occasion son premier essai dans le Tournoi des Six Nations. La compétition se poursuit bien pour les Bleus qui s'imposent ensuite face au XV du Chardon et face au XV du Poireau avant de perdre lourdement à Twickenham face aux Anglais, match au cours duquel il souffre de la comparaison avec son homologue Delon Armitage. Le dernier match face aux Italiens ne permettra pas aux Français de terminer au-dessus d'une troisième place, malgré le doublé de Maxime Médard et la victoire sur le score de 50 à 8. Maxime Médard a ainsi commencé tous les matches du tournoi, deux fois en tant qu'arrière (contre l'Écosse et le Pays de Galles) et trois fois au poste d'ailier (contre l'Irlande, l'Angleterre et l'Italie).

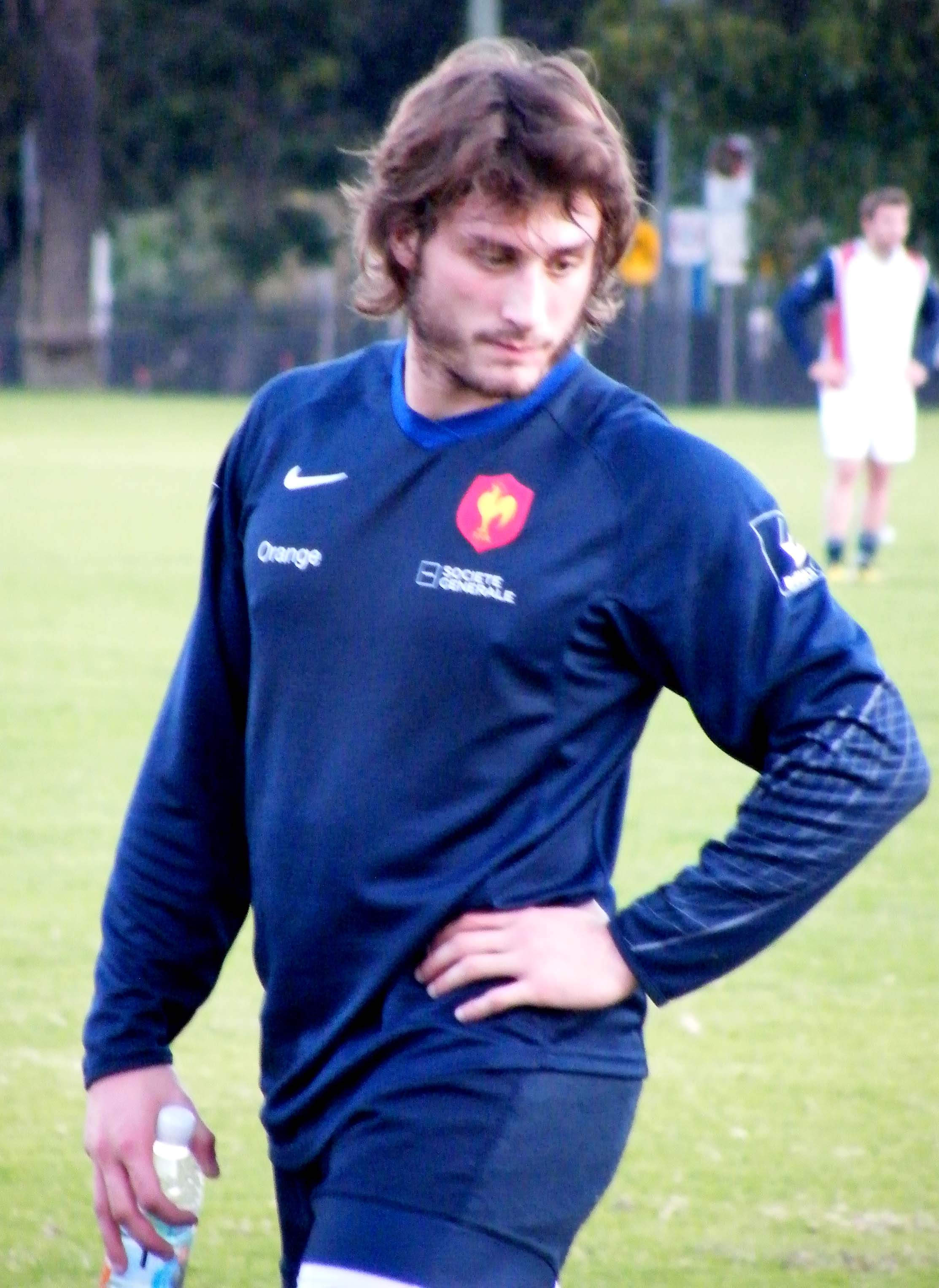
Maxime Médard à l'entraînement à Sydney en juin 2009.

La tournée d'été de 2009 dans l'hémisphère Sud se passe de nouveau bien pour le jeune espoir français, tournée durant laquelle il dispute deux matches contre la Nouvelle-Zélande et un contre l'Australie. Il marque d'ailleurs un bel essai contre les All Black, permettant à son équipe de s'imposer pour la quatrième fois de son histoire sur le sol néo-zélandais. Une semaine plus tard, les Néo-Zélandais répondent à cette victoire française en s'imposent sur le score de 14 à 10, mais grâce à la différence de points, les Français remportent le Trophée Dave Gallaher de justesse. Lors du dernier match de la tournée, les Français s'inclinent 22 à 6 à Sydney face aux Wallabies.
Sélectionné lors de la tournée d'automne de 2009, il dispute les trois matches du XV de France contre l'Afrique du Sud, les Samoa et la Nouvelle-Zélande. Il n'est ensuite plus appelé par Marc Lièvremont et ne porte plus les couleurs du XV de France pendant un an. Il est de nouveau appelé par ce dernier pour la tournée d'automne en novembre 2010, lors du match contre les Fidji, durant lequel il marque un essai. Il joue le Tournoi des Six Nations 2011 avec l'équipe de France, il est élu homme du match lors de la rencontre contre l'Écosse où il marque un essai. Lors de la rencontre suivante, contre l'Irlande, il marque aussi un essai mais ne participe pas au match contre l'Angleterre en raison d'une blessure à la cuisse mais est présent lors des deux derniers matches, en Italie, contre laquelle la France perd pour la première fois de son histoire depuis que l'Italie a rejoint le Tournoi des Six Nations et le pays de Galles. La France finit deuxième au classement général dernière le XV de la Rose.
Maxime Médard finit la saison de Top 14 2010-2011 en tant que meilleur marqueur d'essais, et cela lui permet donc  d'être sélectionné dans les rangs tricolores lors de la Coupe du monde de rugby 2011. Maxime Médard commence la compétition en tant qu'ailier, laissant le poste de 15 à Damien Traille et Cédric Heymans. Ainsi il joue les trois premiers matches de la compétition à l'aile, contre le Japon, la Nouvelle-Zélande et le Canada. Mais la suite de la compétition pousse le sélectionneur français à placer Alexis Palisson au poste d'ailier, ce qui décale Maxime Médard à l'arrière. Il joue ainsi à ce poste en tant que titulaire les phases finales de la compétition, le quart de finale face au XV de la Rose, durant lequel il inscrit un essai, la demi finale face au pays de Galles et la finale perdue sur le score de 8 à 7 face à la Nouvelle-Zélande.

#### Avec Philippe Saint-André (blessure en 2012)
Sélectionné par Philippe Saint-André pour le Tournoi des Six Nations 2012, il joue les deux premiers matches contre l'Italie et deux semaines plus tard contre l'Écosse. Au cours de ce second match, après avoir inscrit un essai, il est victime d'une blessure du genou, qui à la suite d'une opération, le prive des terrains pour une période de 6 à 9 mois. Il rejoue en novembre 2012 avec son club et réintègre le XV de France le 9 mars suivant, à l'occasion du match contre l'Irlande dans le Tournoi des Six Nations 2013, en tant qu'ailier, son coéquipier en club, Yoann Huget, occupant le poste d'arrière. La semaine suivante, pour le dernier match du Tournoi face aux Écossais, Maxime Médard inscrit un essai permettant à la France de remporter le match (23-16) et d'éviter la cuillère de bois.
Il est de nouveau appelé au mois de juin pour une tournée en Nouvelle-Zélande, qui se solde par trois défaites consécutives face aux All Blacks. Maxime Médard commence les deux premières rencontres, une fois à l'aile (Yoann Huget étant à nouveau titularisé au poste d'arrière) puis à l'arrière, avec Yoann Huget au poste d'ailier. Il est de nouveau appelé pour la tournée d'automne, pendant laquelle il dispute deux matches sur trois, deux fois au poste d'ailier, le premier de nouveau contre la Nouvelle-Zélande (défaite 26-19) puis le dernier face aux Tonga (victoire 38-18).
En 2014, il est sélectionné pour jouer le Tournoi. Il joue trois matches, dont celui d'ouverture contre l'Angleterre (victoire 26-14) au poste d'ailier, puis le Parisien Hugo Bonneval lui est préféré pour les deux matches suivants face aux Italiens et aux Gallois, avant de faire son retour pour les deux derniers matches, face aux Écossais puis face aux Irlandais. La France termine le Tournoi à la quatrième place avec deux défaites. Il participe quelques mois plus tard à la tournée d'été en Australie, une nouvelle fois marquée de trois défaites françaises face aux Wallabies. Maxime Médard dispute un match à Melbourne, au Etihad Stadium, à l'issue duquel la France s'incline sur le score de 6 à 0.
Au mois de novembre 2014, Maxime Médard est sélectionné avec l'équipe de France lors d'un match contre l'Argentine. La France s'incline à la suite d'un échec collectif et finalement, Maxime Médard, qui évolue au poste d'ailier (et non au poste d'arrière qui est son poste de prédilection) paie les frais de cette défaite. En effet, malgré une fin de saison 2014-2015 en club particulièrement réussie, avec notamment six essais entre la fin du Tournoi des Six nations et la fin du championnat dont deux contre le Rugby club toulonnais et l'unique essai de la demi-finale face à Clermont, il n'est pas sélectionné par Philippe Saint-André pour la Coupe du monde 2015. À la suite du forfait de son coéquipier à Toulouse, Yoann Huget, Rémy Grosso lui sera même préféré, étant ainsi appelé pour la première fois en sélection avec le XV de France.

#### Avec Guy Novès (2016-2018)
À la suite de la Coupe du monde 2015, Philippe Saint-André quitte ses fonctions de sélectionneur laissant la place au désormais ex entraîneur du Stade toulousain, Guy Novès. Ce dernier décide de confier le poste d'arrière à Maxime Médard pour le Tournoi des Six Nations 2016. Il est donc titularisé lors des deux premiers matches de la compétition face à l'Italie et à l'Irlande contre laquelle il inscrit l'essai de la victoire à la 70e minute, permettant au XV de France de s'imposer sur le score de 10 à 9. Il participe aux cinq matches de la compétition, bien qu'il la termine remplaçant.
En juin de la même année, alors que le Stade toulousain est éliminé en barrage par le Racing 92, Guy Novès le convoque pour une tournée de deux rencontres en Argentine. Maxime Médard ne joue que le second match et participe grandement à la victoire de la France 27 à 0. Il est ensuite retenu dans la liste « Élite » du XV de France,.

## Palmarès

### En club
En pro :
- Championnat de France Top 14 :

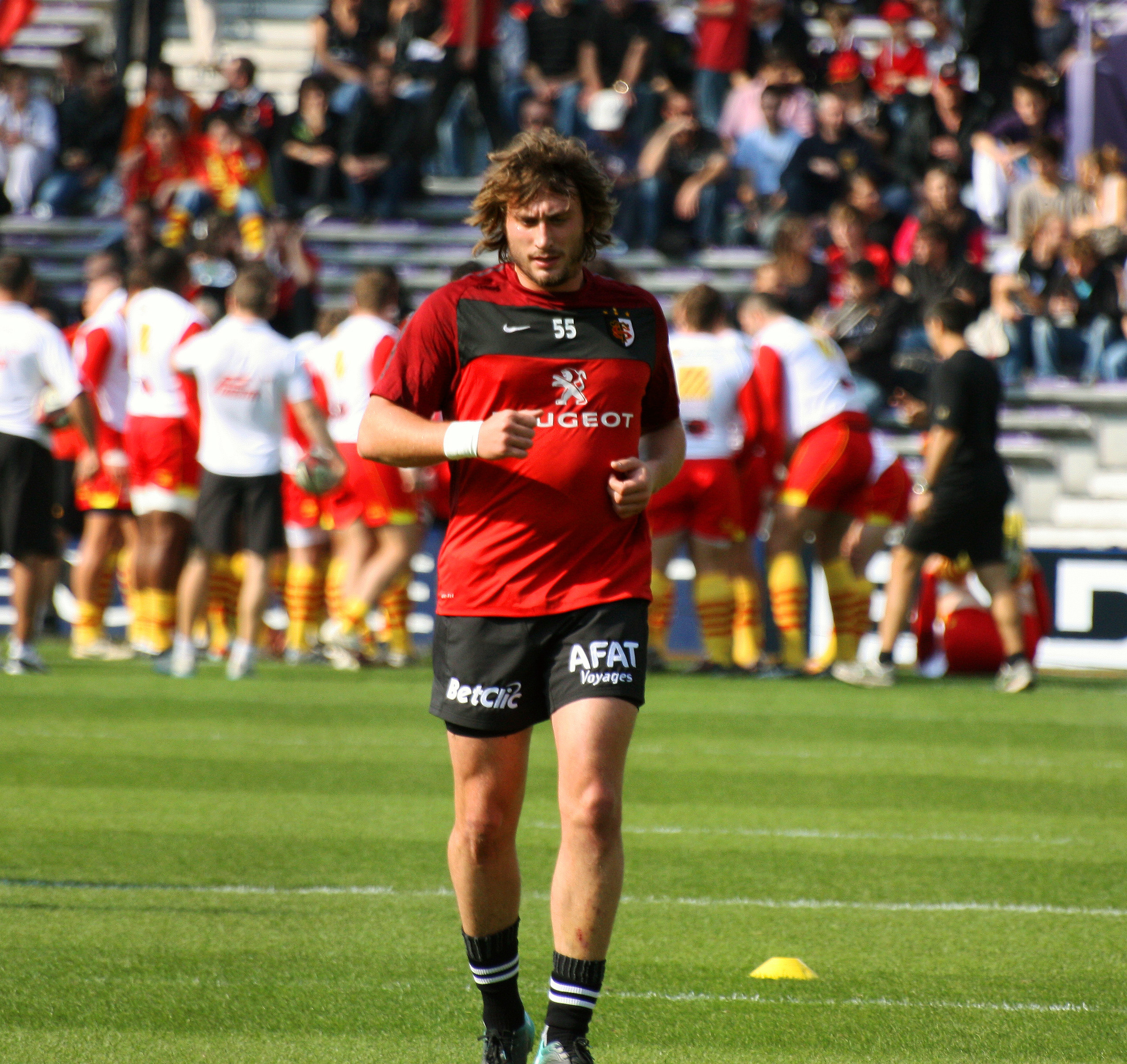
Maxime Médard à l'échauffement, octobre 2010.

  - Vainqueur (5) : 2008, 2011, 2012, 2019 et 2021
  - Finaliste (1) : 2006

- Coupe d'Europe : 
  - Vainqueur (2) : 2010 et 2021
  - Finaliste (1) : 2008

En junior :
- Championnat de France Junior Crabos :
  - Vainqueur (2) : 2004 et 2005[6]
- Championnat de France cadet : 
  - Vainqueur (1) : 2002
- Challenge Gaudermen : 
  - Vainqueur (3) : 2001, 2002 et 2003

### En équipe nationale
- Coupe du monde :
  - Finaliste (1) : 2011
- 63 sélections, 73 points marqués : 14 essais, 1 drop
- Sélections par année : 3 en 2008, 11 en 2009, 1 en 2010, 13 en 2011, 2 en 2012, 6 en 2013, 5 en 2014, 5 en 2016, 5 en 2018 et 11 en 2019.
- Tournoi des Six Nations disputés : 2009, 2011, 2012, 2013, 2016, 2019

Équipe de France -21 ans (2005-2007)
- - 2006 : Champion du monde en France
  - 2005 : Participation au championnat du monde en Argentine (5 sélections, 3 essais)
- Équipe de France -19 ans (2004-2005) : vice-champion du monde 2004 en Afrique du Sud (4 sélections, 2 essais)
- Équipe de France -18 ans (2003-2004) : 2 sélections en 2004 (Pays de Galles, Angleterre)
- Maxime Médard a fait partie du Pôle France de la promotion Jean-Pierre Rives de 2004 à 2005

#### Coupe du monde
| Édition               | Rang            | Résultats France | Résultats M.Médard | Matchs M.Médard |
| Nouvelle-Zélande 2011 | Deuxième        | 4 v, 0 n, 3 d    | 4 v, 0 n, 3 d      | 7/7             |
| Japon 2019            | Quart de finale | 3 v, 0 n, 1 d    | 3 v, 0 n, 1 d      | 4/4             |

Légende : v = victoire ; n = match nul ; d = défaite.

#### Tournoi des Six Nations
| Édition          | Rang | Résultats équipe | Résultats Médard | Matchs Médard |
| ---------------- | ---- | ---------------- | ---------------- | ------------- |
| Six Nations 2009 | 3    | 3 v,0 n,2 d      | 3 v, 0 n, 2 d    | 5/5           |
| Six Nations 2011 | 2    | 3 v,0 n,2 d      | 3 v, 0 n, 1 d    | 4/5           |
| Six Nations 2012 | 4    | 2 v,1 n,2 d      | 2 v, 0 n, 0 d    | 2/5           |
| Six Nations 2013 | 6    | 1 v,1 n,3 d      | 1 v, 1 n, 0 d    | 2/5           |
| Six Nations 2014 | 4    | 3 v,0 n,2 d      | 2 v, 0 n, 1 d    | 3/5           |
| Six Nations 2016 | 5    | 2 v,0 n,3 d      | 2 v, 0 n, 3 d    | 5/5           |
| Six Nations 2019 | 4    | 2 v,0 n,3 d      | 2 v, 0 n, 2 d    | 4/5           |

Légende : v = victoire ; n = match nul ; d = défaite ; la ligne est en gras quand il y a Grand Chelem.

#### Distinctions personnelles
- Oscars du Midi olympique :  Oscar de Bronze 2009
- Nuit du rugby :  Meilleure révélation 2008
- Équipe type de la Nuit du rugby 2008 et 2009
- Meilleur marqueur d'essais du Top 14 2010-2011

## Statistiques

### En club
| Saison    | Club             | Championnat | Championnat | Championnat | Coupe d'Europe                    | Coupe d'Europe | Coupe d'Europe |
| Saison    | Club             | Compétition | M           | Ess.        | Compétition                       | M              | Ess.           |
| --------- | ---------------- | ----------- | ----------- | ----------- | --------------------------------- | -------------- | -------------- |
| 2004-2005 | Stade toulousain | Top 16      | 4           | 2           | Coupe d'Europe                    | 1              | 0              |
| 2005-2006 | Stade toulousain | Top 14      | 12          | 2           | Coupe d'Europe                    | 1              | 0              |
| 2006-2007 | Stade toulousain | Top 14      | 13          | 2           | Coupe d'Europe                    | 3              | 0              |
| 2007-2008 | Stade toulousain | Top 14      | 22          | 14          | Coupe d'Europe                    | 5              | 2              |
| 2008-2009 | Stade toulousain | Top 14      | 20          | 7           | Coupe d'Europe                    | 6              | 3              |
| 2009-2010 | Stade toulousain | Top 14      | 18          | 4           | Coupe d'Europe                    | 9              | 2              |
| 2010-2011 | Stade toulousain | Top 14      | 23          | 15          | Coupe d'Europe                    | 8              | 3              |
| 2011-2012 | Stade toulousain | Top 14      | 6           | 3           | Coupe d'Europe                    | 5              | 1              |
| 2012-2013 | Stade toulousain | Top 14      | 15          | 3           | Coupe d'Europe+Challenge européen | 4+1            | -              |
| 2013-2014 | Stade toulousain | Top 14      | 20          | 4           | Coupe d'Europe                    | 6              | 4              |
| 2014-2015 | Stade toulousain | Top 14      | 23          | 7           | Coupe d'Europe                    | 6              | 2              |
| 2015-2016 | Stade toulousain | Top 14      | 19          | 5           | Coupe d'Europe                    | 3              | 2              |
| 2016-2017 | Stade toulousain | Top 14      | 18          | 3           | Coupe d'Europe                    | 4              | -              |
| 2017-2018 | Stade toulousain | Top 14      | 18          | 8           | Challenge européen                | 2              | -              |
| 2018-2019 | Stade toulousain | Top 14      | 13          | 3           | Coupe d'Europe                    | 7              | 4              |
| 2019-2020 | Stade toulousain | Top 14      | 6           | 1           | Coupe d'Europe                    | 5              | -              |
| 2020-2021 | Stade toulousain | Top 14      | 16          | 3           | Coupe d'Europe                    | 5              | -              |
| 2021-2022 | Stade toulousain | Top 14      | 17          | 5           | Coupe d'Europe                    | 3              | -              |
| Total     | Total            | Top 14      | 283         | 91          | Coupes d'Europe                   | 84             | 23             |

### Internationales
Depuis sa première sélection en novembre 2008, Maxime Médard a disputé un total de 63 matches avec le XV de France, inscrivant 14 essais et un drop soit 73 points. Il participe notamment à sept Tournois des Six Nations (pour 25 matches) et à deux Coupes du monde (pour 11 matches) en 2011 et 2019.

## Style, récompenses et activités en dehors du rugby

### Reconnaissances et records dans le monde du rugby

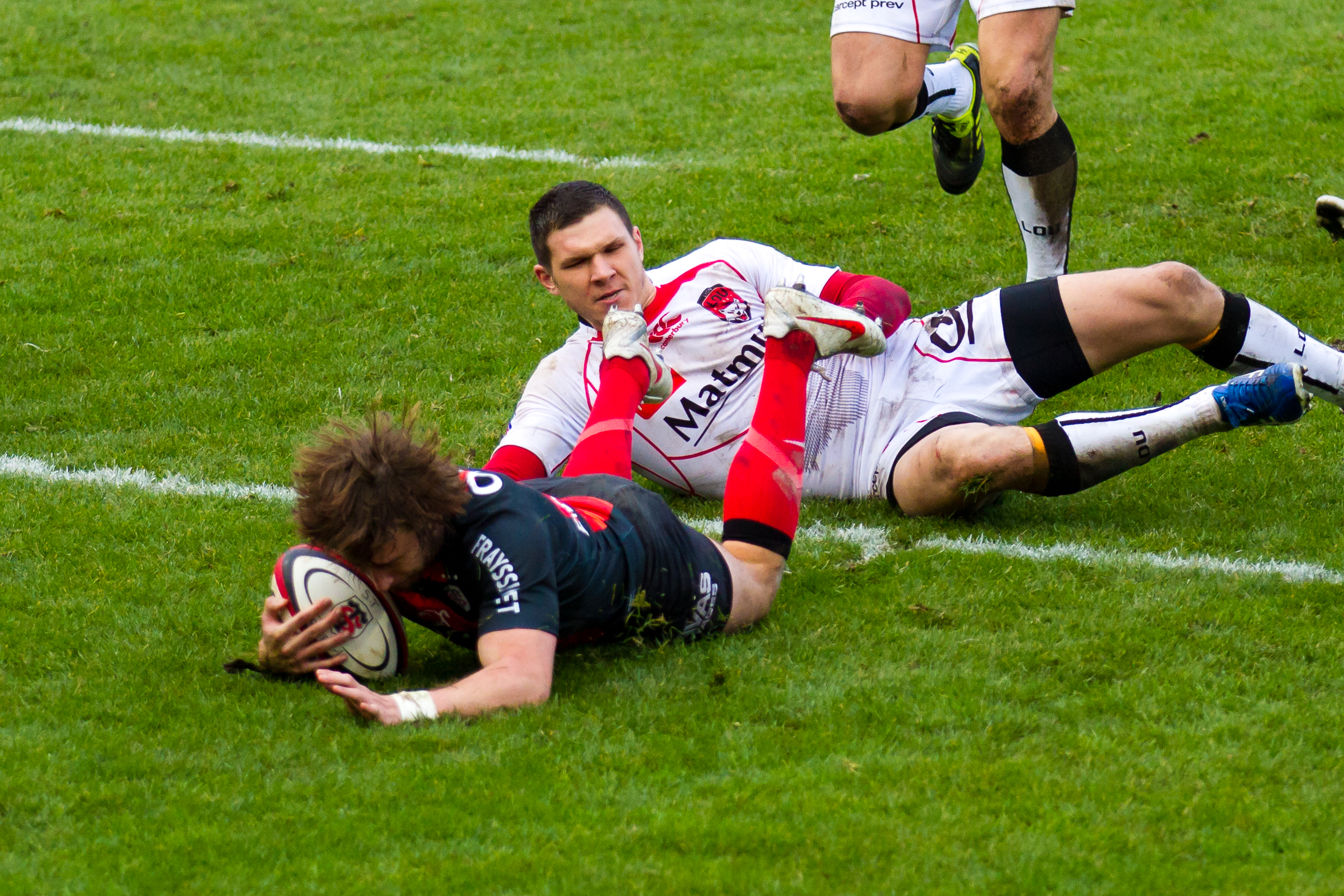
Maxime Médard plonge dans l'en-but pour parachever le succès du Stade toulousain contre le LOU le 7 janvier 2012.

Michel Marfaing, directeur du centre de formation du Stade Toulousain, dit de lui qu'« était capable de passer toute une défense en revue, sur un petit jeu au pied par-dessus, récupérer derrière et aller marquer ». Maxime Médard dit d'ailleurs que le coup de pied par-dessus est son « péché mignon ». Il représente, pour France-Soir, la nouvelle icône du French Flair, « vif, rapide, inspiré. [...] Ses appuis lui permettent de souvent faire la différence mais sa qualité de plaquage est plus que médiocre. ». Selon Rugby Connection, « La folie créatrice, l’envie de passer plus que de déstroncher, voilà ce qui l’anime ». Jouant à la fois à l'aile et à l'arrière et pressenti pour jouer au centre avec le XV lors de la tournée préparatoire de la coupe du monde 2011, il a un avis mitigé sur cette polyvalence : « La polyvalence, c'est bien. Mais ça peut desservir un jour ou l'autre. ».
Lors de la cinquième Nuit du Rugby, il est élu révélation de la saison 2007-2008. Le 5 septembre 2010, il devient le plus rapide marqueur de l'histoire du Top 14 depuis le retour de la poule unique en 2005 en inscrivant un essai à la dix-septième seconde du match opposant le Stade toulousain à La Rochelle. Depuis le record a été battu par Thibault Lassalle qui a marqué au bout de dix secondes de jeu lors de la 18e journée du Top 14 2013-2014.

### Sponsoring et marketing
Il est l'égérie d'une publicité pour Nike, l'équipementier du Stade Toulousain et du XV de France en 2009, pour Mennen et pose pour l'édition 2010 du calendrier des Dieux du Stade, mais dit de lui-même qu'il « [n'est] pas du tout un beau gosse avec [ses] rouflaquettes dégueulasses ». En dehors du rugby, il pratique la boxe en amateur, pour se détendre. En 2009, il prend des cours de dessins et de création d'entreprise et déclare souhaiter devenir architecte d'intérieur.
Le 15 novembre 2014, pour la première fois, des peluches à l'effigie de joueurs de rugby sont créées par la marque spécialisée Poupluches. Quatre joueurs du Stade toulousain sont choisis pour cela, Yoann Huget, Thierry Dusautoir, Maxime Médard et Gaël Fickou.

### Engagement politique
Soutien de Jean-Luc Moudenc (LR) lors des élections municipales de 2020 à Toulouse, Maxime Médard est candidat aux élections législatives de 2022 en tant que suppléant de Laurence Arribagé (Les Républicains) sur la troisième circonscription de la Haute-Garonne. Ils sont éliminés au premier tour avec 16.10 % des voix.